# Yamurikuma
Yamurikuma é um festival em que as mulheres de algumas tribos do Xingu realizam atividades em outros contextos permitidas apenas aos homens, usando, na ocasião, ornamentos de penas e chocalhos no tornozelo, paramentos tipicamente masculinos. Existem várias competições físicas, incluindo tiro com arco, natação, carregamento de toras, corridas e cabo de guerra .
O festival culmina em uma competição de luta livre chamada Huka-huka. As competições duram normalmente apenas alguns segundos até que um oponente ou é jogado no chão ou derrubado por desleixo (quando um lutador agarra ambos os joelhos do oponente de tal forma que sua queda se torne inevitável).